# Намозов, Шерзод Насимович
Шерзод Насимович Намозов (узб. Sherzod Nasimovich Namozov; род. 3 августа 1992, Бухарская область, Узбекистан) ― узбекский дзюдоист-паралимпиец, выступающий в весовой категории до 60 кг. Чемпион Летних Паралимпийских игр 2016 года, призёр Чемпионатов мира, двукратный победитель Чемпионатов Азии, двукратный победитель Летних Параазиатских играх, участник Летних Паралимпийских игр 2020.

## Карьера
Начал заниматься дзюдо в городе Газли в Бухарской области. В 2014 году на Летних Параазиатских играх в Инчхоне (Республика Корея) в весовой категории до 60 кг в финале одержал победу над монгольским дзюдоистом Ууганхуу Болормаа и выиграл золотую медаль. На Чемпионате мира по дзюдо среди слепых и слабовидящих в Колорадо (США) выиграл бронзовую медаль в своей весовой категории.
В 2016 году на Летних Паралимпийских играх в Рио-де-Жанейро (Бразилия) в весовой категории до 60 кг в финале одержал победу над японским дзюдоистом Макото Хиросэ и таким образом выиграл олимпийскую золотую медаль. В этом же году президент Узбекистана Шавкат Мирзиёев наградил Шерзода почетным званием «Узбекистон ифтихори» («Гордость Узбекистана»).
В 2017 году на Чемпионате Азии по дзюдо среди слепых и слабовидящих в Ташкенте выиграл золотую медаль в весовой категории до 60 кг, победив в финале корейского дзюдоиста Мин Джэ Ли. В 2018 году на Летних Параазиатских играх в Джакарте (Индонезия) в весовой категории до 60 кг в финале снова одержал победу над Мин Джэ Ли и выиграл золотую медаль игр. В этом же году на Чемпионате мира по дзюдо среди слепых и слабовидящих в Лиссабон (Португалия) выиграл бронзовую медаль в своей весовой категории.
В 2019 году на Чемпионате Азии по дзюдо среди слепых и слабовидящих в Атырау (Казахстан) в весовой категории до 60 кг завоевал золотую медаль, победив в финале Ануара Сариева из Казахстана. В 2021 году на Летних Паралимпийских играх в Токио (Япония) в весовой категории до 60 кг занял лишь пятое место.
В 2024 году указом президента Узбекистана Шавката Мирзиёева награждён званием «Заслуженный спортсмен Республики Узбекистан».